# Jens Lapidus
Pour les articles homonymes, voir Lapidus.
Jens Lapidus est un avocat et auteur suédois né le 24 mai 1974 à Hägersten. 
Son premier roman, Stockholm noir. L'argent facile s'est vendu à 650 000 exemplaires en Suède et ses droits de traduction ont été vendus dans trente pays. Ce dernier, comme sa suite Stockholm noir. Mafia blanche ont été adaptés au cinéma en 2010 et 2012 sous les noms de, respectivement, Easy Money et Stockholm noir. Mafia blanche.
"Jens Lapidus, grand prince, laisse au lecteur, le soin de s'interroger sur les notions de bien et de mal. C'est pourquoi certains de ses personnages, tout dealers qu'ils soient, sont présentés sous un jour sympathique." 

## Œuvres
- Stockholm noir. L'argent facile  (trad. Maximilien Stadler et Lucile Clauss), Paris, Plon, 2008, 536 p., broché (ISBN 978-2-259-20835-2 et 2-259-20835-5)
- Stockholm noir. Mafia blanche  (trad. Maximilien Stadler et Lucile Clauss), Paris, Plon, 2009, 558 p., broché (ISBN 978-2-259-20836-9 et 2-259-20836-3)
- Stockholm noir, Life Deluxe (trad. Maximilien Stadler et Emmanuel Curtil), Paris, Plon, 2013, broché, 537 p.  (ISBN 2259208371)